# Savojbolagh (shahrestan)
Savojbolagh (persiska: ساوُجبُلاغ), eller Shahrestan-e Savojbolagh (شهرستان ساوُجبُلاغ), är en shahrestan, delprovins, i Iran. Den ligger i provinsen Alborz, i den norra delen av landet. Administrativt centrum är staden Hashtgerd.
Savojbolagh hade 259 973 invånare 2016.